# نهائي دوري أبطال إفريقيا 2003
نهائي دوري أبطال أفريقيا 2003 هي المباراة النهائية للنسخة 39 من دوري أبطال أفريقيا بالقديم والجديد أما هي المباراة النهائية للنسخة السابعة بالنظام الجديد .
وتوج بها إنييمبا النيجيري على حساب الإسماعيلي المصري .

## الفرق
| الفريق     | وصول سابق (الخط الغليظ يشير إلى بطل تلك النسخة) |
| ---------- | ----------------------------------------------- |
| الإسماعيلي | 1 (1969)                                        |
| إنييمبا    | 0                                               |

## النهائي
| إنييمبا              | 2–0   | الإسماعيلي |
| -------------------- | ----- | ---------- |
| نونا 28' · انمنو 54' | تقرير |            |

| الإسماعيلي           | 1–0   | إنييمبا |
| -------------------- | ----- | ------- |
| عبد ربه 27' (ر.جزاء) | تقرير |         |